# Aufrechte Sumpfzypresse
Die Aufrechte Sumpfzypresse (Taxodium distichum var. imbricatum, Syn.: Taxodium ascendens) ist eine Varietät der Echten Sumpfzypresse (Taxodium distichum) aus der Gattung der Sumpfzypressen (Taxodium), die zur Familie der Zypressengewächse (Cupressaceae) gehört. Sie ist in den östlichen USA beheimatet.

## Beschreibung
Die Aufrechte Sumpfzypresse ist ein sommergrüner Baum (sie wirft also im Herbst ihre Blätter ab) und kann Wuchshöhen von bis zu 25 Metern erreichen.
Die Baumkrone ist locker und wenig verzweigt. Die Zweige sind aufrecht stehend und 10 bis 15 cm lang. Die schuppenförmigen Blätter sind 6 bis 8 mm lang (und damit kürzer als bei Taxodium distichum var. distichum), gekrümmt und fein zugespitzt. Diese dünnen Zweige entstehen überall auf den bis zu 3 cm dicken Ästen.  Die Zapfen sind kleiner als bei Taxodium distichum var. distichum.

## Verbreitung und Nutzung
Ihr natürliches Verbreitungsgebiet reicht in Nordamerika von Virginia bis Alabama. 
In Mitteleuropa wird sie viel seltener als die Echte Sumpfzypresse angepflanzt; sie ist auch weniger frosthart als diese.

### Zuchtform
Die Zuchtform Taxodium distichum var. imbricatum cv. 'Nutans' unterscheidet sich von der Naturform durch die schlaff herunterhängenden Zweigspitzen; sie erreicht Wuchshöhen von etwa 15 Metern. Sie ist oft unter dem Synonym Taxodium distichum var. pendulum und der falschen Bezeichnung Glyptostrobus pensilis in Kultur.